# Nemzeti Szakértői és Kutató Központ
A Nemzeti Szakértői és Kutató Központ(NSZKK)
Az NSZKK alaptevékenységként – mint igazságügyi szakértői intézmény - igazságügyi szakértői tevékenységet lát el, valamint teljesíti az ahhoz kapcsolódó igazgatási, gazdálkodási, munkaügyi és nyilvántartási feladatokat.

## Története
2017. január 1-én jött létre a Bűnügyi Szakértői és Kutatóintézet (BSZKI) és az Igazságügyi Szakértő és Kutató Intézetek (ISZKI) összevonásával.

## Alapító okirata
szerint az alábbi szakértői tevékenységet látja el:
- daktiloszkópiai szakértői tevékenység;
- fizikai és kémiai szakértői tevékenység;
- genetikai szakértői tevékenység;
- kriminalisztikai szakértői tevékenység (nyom, fegyver, írás, okmány);
- forenzikus geológiai szakértői tevékenység;
- forenzikus botanikai szakértői tevékenység;
- toxikológiai szakértői tevékenység;
- kábítószer-vizsgálat szakértői tevékenység;
- véralkohol-vizsgálat szakértői tevékenység;
- tűzveszélyes folyadékok, ásványolaj származékok, bűnjelről származó tűzveszélyes és ásványolaj-származék maradványok, égésmaradványok laboratóriumi vizsgálata;
- orvosszakértői tevékenység;
- klinikai pszichológusi szakértői tevékenység;
- pszichiátriai szakértői tevékenység;
- adó-és könyvszakértői tevékenység;
- közlekedési szakértői tevékenység;
- építési szakértői tevékenység;
- informatikai szakértői tevékenység;
- beszéd és hangazonosítási szakértői tevékenység.